# Lo Stato contro Fritz Bauer
Lo Stato contro Fritz Bauer (Der Staat gegen Fritz Bauer) è un film del 2015 diretto da Lars Kraume.

## Trama
Germania Ovest, 1957. L'autista del procuratore tedesco Fritz Bauer trova il suo capo privo di sensi nella vasca da bagno. Viene portato in ospedale, mentre la polizia, politicamente motivata, sospetta un tentativo di suicidio. I suoi avversari - in particolare il procuratore generale Kreidler e Paul Gebhardt dell'Ufficio federale di polizia criminale (BKA) - hanno la meglio. Durante il recupero di Bauer, un fascicolo scompare dal suo ufficio. Egli, una volta ristabilito, convoca quindi i pubblici ministeri e chiede loro i progressi nel perseguimento dei criminali nazisti, che si rivelano praticamente inesistenti.
Il giovane procuratore Karl Angermann gli ricorda di aver ricevuto il fascicolo in questione da parte dello stesso Bauer, con la richiesta di redigere un rapporto. Bauer ha la sensazione di poter contare sul giovane e lo invita ad un incontro nel fine settimana a casa sua: Bauer vuole portare Adolf Eichmann, nascosto in Argentina, davanti a un tribunale tedesco. Tuttavia, dal momento che il BKA e l'Interpol non sono responsabili per i crimini politici, Bauer prende in considerazione il coinvolgimento dei Servizi Segreti Israeliani (Mossad).
Ricevendo una lettera dall'Argentina da parte di Lothar Hermann, Bauer scopre che Eichmann vive lì con un nome diverso (Ricardo Klement). Passa quindi la lettera al Mossad e parla anche con i vertici dell'Agenzia. Il capo del Mossad, Issel Harel, ha già controllato questa pista, ma vuole che Eichmann venga rapito solo se Bauer ha una seconda prova. Contemporaneamente Angermann chiede a Bauer un consiglio sulla sentenza in un processo per omosessualità. Grazie al riferimento di Bauer ad un processo simile, Angermann richiede quindi una pena sensibilmente più bassa. Victoria, amica dell'imputato, ringrazia Angermann e lo invita al locale notturno "Kokett", dove l'uomo si innamora della donna, che risulta essere una cantante transgender. Allo stesso tempo il BKA scatta delle foto di attività sessuali tra di loro con lo scopo di ricattarlo.
Quando Bauer scopre che l'ex capo nazista Schneider lavora nel dipartimento delle risorse umane della Daimler-Benz per il Sud America, lo mette sotto pressione per ottenere il nome in codice di Eichmann in Argentina. Passa poi le informazioni ricevute al Mossad, confermando quanto affermato nella lettera, sostenendo in una conferenza stampa televisiva che Eichmann si trovava in Kuwait, per evitare sabotaggi all'operazione da parte dei servizi segreti tedeschi. Eichmann viene quindi rapito dal Mossad e condotto in Israele. La richiesta di Bauer di estradizione di Eichmann viene respinta dal governo federale di Konrad Adenauer, in quanto vi sono ampi accordi sulle armi tra Germania e Israele e sono temute le possibili dichiarazioni di Eichmann di fronte a un tribunale tedesco, a cui potrebbe seguire una crisi del governo, dato che molti ex nazisti sono rappresentati nell'apparato statale fino al Consiglio dei Ministri. In una della scene finali, Bauer confessa al suo giovane collaboratore che nel 1933, per evitare di finire in un campo di concentramento, firmò una dichiarazione di sottomissione al regime nazista, cosa di cui si pentì amaramente, soprattutto considerando il diverso atteggiamento di Kurt Schumacher, il quale, per non tradire i suoi valori, trascorse ben dodici anni nei "campi" nazisti. Successivamente, Angermann, seguendo l'esortazione del suo mentore di non piegarsi ai soprusi delle autorità, rivela a Bauer di essere stato ricattato dalla polizia per il suo legame con la cantante transessuale e si costituisce per non tradire Bauer e gli accordi di quest'ultimo con il Mossad. Bauer, che pensò temporaneamente di arrendersi, si rituffa nell'inchiesta nazista, che alla fine portò al processo di Francoforte.

## Accoglienza

### Incassi
Il film ha incassato nel mondo 3.040.730 dollari americani, di cui 1.925.793 dollari in patria.

## Riconoscimenti
- 2015 - Festival di Locarno
  - Premio del pubblico
- 2015 - Assia Film Award
  - Premio per il miglior film
- 2015 - Bayerischer Filmpreis
  - Premio per il miglior attore protagonista
- 2015 - Günter-Rohrbach-Filmpreis
  - Premio per il miglior attore protagonista
  - Premio per le migliori musiche
  - Premio per il miglior film
- 2016 - Deutscher Filmpreis
  - Premio per il miglior film
  - Premio per la miglior regia
  - Premio per il miglior attore non protagonista
  - Premio per la miglior sceneggiatura
  - Premio per la miglior scenografia
  - Premio per i migliori costumi
  - Nomination miglior attore protagonista
- 2016 - Premio Rolf-Hans Müller per le musiche
- 2016 - European Film Awards
  - Nomination miglior attore protagonista
- 2016 - Jupiter Award
  - Nomination miglior attore protagonista